# Полукаров Юрій Іванович
Юрій Іванович Полукаров (5 вересня 1920, місто Москва, тепер Російська Федерація — 1993, місто Москва) — радянський державний діяч, 2-й секретар ЦК КП Таджикистану, 1-й секретар Владимирського міського комітету КПРС. Кандидат у члени ЦК КПРС у 1976—1986 роках. Член Бюро ЦК КП Таджикистану в 1975—1984 роках. Депутат Верховної ради Російської РФСР 7-го скликання. Депутат Верховної ради Таджицької РСР. Депутат Верховної Ради СРСР 9—11-го скликань.

## Життєпис
Трудову діяльність розпочав у 1941 році паспортизатором обладнання заводу в місті Іжевську Удмуртської АРСР.
У 1944 році закінчив Московське вище технічне училище імені Баумана.
У 1944—1959 роках — змінний майстер, начальник відділення, заступник начальника цеху, начальник сектора, начальник підвідділу відділу технічного контролю, начальник конструкторського бюро, начальник відділу, головний інженер, заступник головного конструктора Владимирського тракторного заводу імені Жданова.
Член ВКП(б) з 1951 року.
У 1959—1961 роках — начальник проєктно-конструкторського бюро, в 1961 році — головний інженер управління Ради народного господарства Владимирського економічного адміністративного району.
У 1961 — січні 1963 року — 2-й секретар Владимирського міського комітету КПРС.
У січні 1963 — 15 грудня 1964 року — 2-й секретар Владимирського промислового обласного комітету КПРС.
У грудні 1964 — 1968 року — 1-й секретар Владимирського міського комітету КПРС.
У 1968—1969 роках — 2-й секретар Владимирського обласного комітету КПРС.
У 1969—1970 роках — інспектор ЦК КПРС. У 1970—1975 роках — завідувач сектора відділу організаційно-партійної роботи ЦК КПРС.
24 травня 1975 — 30 січня 1984 року — 2-й секретар ЦК КП Таджикистану.
З січня 1984 року — персональний пенсіонер союзного значення в Москві.
Помер 1993 року. Похований в Москві на Ваганьковському цвинтарі.

## Нагороди
- орден Леніна (4.09.1980)
- орден Жовтневої Революції
- два ордени Трудового Червоного Прапора (1976,)
- орден «Знак Пошани»
- медалі
- Почесна грамота Президії Верховної ради РРФСР